# Apontador de lápis
Se procura o peixe homónimo, veja Macroramphosus scolopax.

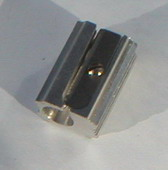
Um apontador simples em metal.

Um apontador de lápis (português brasileiro) ou apara-lápis (português europeu), também conhecido no Brasil como apontadora, em Portugal também como afiadeira, afia-lápis ou apenas afia, aguça, aguçadeira, afiador ou, em algumas regiões do Brasil, lapiseira, é um objeto cuja função é criar ou manter uma ponta afiada e funcional para um lápis.  São usados tanto para lápis preto comuns quanto para lápis de cor.  Um percentual significativo é feito para lápis de maior espessura (tipicamente doze milímetros de diâmetro) como os lápis de carpinteiro. Também existem modelos de duas espessuras, por exemplo, oito e doze milímetros. Os modelos mais simples e mais comuns têm cerca de dois centímetros e meio de comprimento, lâminas retas fixas e corpo de plástico ou metal. Alguns incluem repositórios para aparas, muitas vezes transparentes. No Brasil, os objetos sem reservatório são conhecidos como apontadores, e os com reservatório como apontadoras.
Há duas variedades básicas de apontadores. Os mais simples têm lâminas retas e são utilizados girando o lápis enquanto ele é mantido firme junto à lâmina, enquanto muitos modelos acionados por manivela ou motor elétrico tem lâminas curvas e em espiral que giram em torno do lápis.

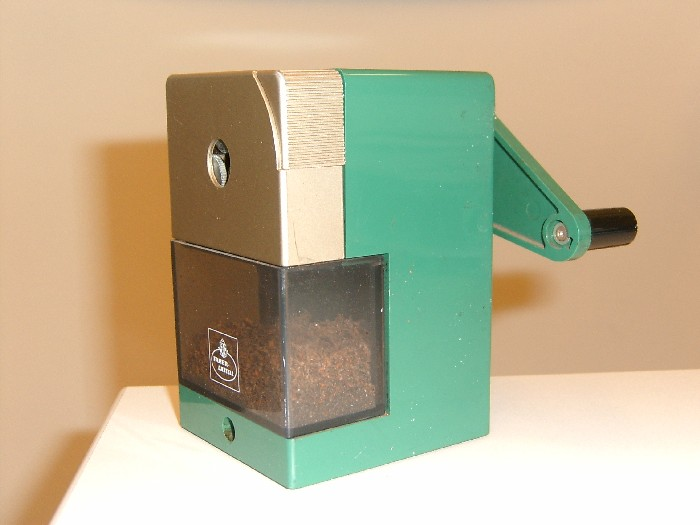
Um típico apontador de escritório, operado por manivela.

Os objectos metálicos deste tipo podem ter duplo orifício e lâmina para distintas espessuras de lápis. Os que são cobertos de plástico têm diversas formas: redonda, hexagonal, de coração, de animais, elípticos, etc.
Para o usar, insere-se a extremidade do lápis no orifício e gira-se o lápis com uma mão enquanto o afiador/apontador fica fixo com a outra: a lâmina dentro do afiador corta paulatinamente a madeira do lápis, afiando assim a ponta. As aparas sairão imediatamente para o exterior, pelo que convém realizar esta operação colocando um recipiente para o lixo a não ser que o próprio afiador tenha reservatório.

## Fixo de manivela
Encontra-se fixo num escritório e é de metal ou plástico. Inclui uma manivela como parte principal para accionar o instrumento e no seu interior contém uma ou duas lâminas cilíndricas que afiam o lápis. A cobertura destes instrumentos tem um depósito para as aparas (resíduos) do lápis, que necessita ser esvaziado periodicamente. 
Para usá-lo, introduz-se o lápis na abertura com una distancia adequada com a que se deseja afiar o lápis e se começa a dar voltas à manivela no sentido horário; isto roda o sistema de lâminas cilíndricas colocadas dentro do mecanismo em certo ângulo.

## Afiador eléctrico

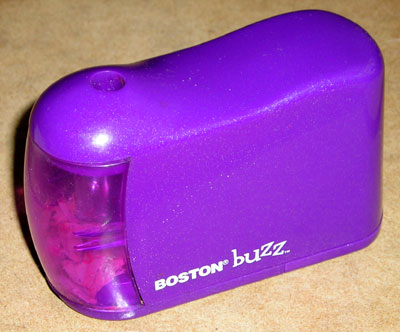
Afiador/apontador eléctrico

Tem um motor eléctrico que gira lâminas que afiam o lápis. Para o accionar, simplesmente introduz-se o lápis no seu orifício, retirando-o quando se considera que o lápis ficou afiado. Funcionam com o mesmo principio que os fixos de manivela, mas as lâminas fazem-se rodar rapidamente por um motor eléctrico. Alguns destes são accionados por pilhas eléctricos.
Têm como vantagem a sua rapidez e comodidade de uso, mas falha quando não há corrente eléctrica e é muito mais caro que os dois anteriores. Também há uns de menor tamanho que funcionam com pilhas.

## História
O desenvolvimento de apontadores de lápis começou na França quando um livro francês de 1822 relatou em detalhes sobre uma invenção do Sr. C. A. Boucher, de Paris, para a construção de um apontador de lápis. Ele estava trabalhando com pantógrafos e aparentemente precisava de um dispositivo para apontar com precisão os lápis. O dispositivo do Sr. Boucher era tecnicamente sensato e funcional. Sua ideia também era internacionalmente conhecida e reconhecida, como mostram os relatórios correspondentes na literatura alemã daquela época. Mas o Sr. Boucher não havia patenteado seu apontador de lápis. O uso comercial de suas invenções é improvável. Em 1828 O matemático francês Bernard Lassimone, de Limoges, registrou a primeira patente do mundo (patente francesa #2444) em apontadores de lápis. Aparelhos apontadores de lápis usando esta patente foram realmente produzidos e vendidos pela Binant, uma loja de acessórios de pintura em Paris. Em 1833, na Inglaterra, a Cooper & Eckstein patenteou o chamado Styloxynon, um dispositivo simples que consiste em dois arquivos afiados colocados em ângulo reto em um pequeno bloco de jacarandá.. Este é o mais antigo apontador de lápis que tem exemplos sobreviventes.
Nas décadas de 1830 e 1840, alguns franceses, todos nascidos ou morando em Paris, estavam engajados na construção de ferramentas simples de afiação de lápis, como François Joseph Lahausse. Estes dispositivos foram parcialmente vendidos, mas sem significância supra-regional. Em 1847, o nobre francês Thierry des Estivaux inventou um simples apontador de lápis portátil em sua forma moderna reconhecível. O primeiro apontador de lápis americano foi patenteado por Walter Kittredge Foster de Bangor, Maine em 1855. Ele fundou uma empresa - a primeira empresa de apontadores de lápis do mundo - e produziu esses pequenos apontadores de lápis de mão em grande quantidade. Apenas alguns anos depois, os apontadores foram vendidos também na Europa como "apontadores de lápis americanos".
No final do século XIX, especialmente nos Estados Unidos, os apontadores de lápis com vários mecanismos foram desenvolvidos e colocados no mercado. Esses dispositivos costumavam ser pesados e planejados para uso em escritórios. Exemplos são o Perfect Pencil Pointer (Goodell. Co.), o GEM Pencil Sharpener (da Gould & Cook Co.), o Planetary Pencil Sharpener (AB Dick Co.), todos dos EUA ou o Jupiter (Guhl & Harbeck Co.). da Alemanha. No início do século 20, a empresa APSCO (Automatic Pencil Sharpener) foi fundada e lançou o Apontador de Lápis Automático dos Estados Unidos depois de 1907, que dominou neste ano. Mais tarde vendem máquinas com mecanismo de fresagem como modelos Climax, Dexter, Wizard, Chicago e Junior. A APSCO tornou-se nas próximas décadas o maior produtor de máquinas de afiação de lápis do mundo e, junto com algumas outras empresas dos EUA, dominou o mercado. 